# Ксантип
Ксантип (грч. Ξάνθιππος) био је атински војсковођа и политичар на почетку 5. века п. н. е. Један је од учесника Грчко-персијских ратова и отац државника Перикла. 

## Биографија
Ксантип је био Арифронтов син. У атинској политици појавио се 489. п. н. е. када је покренуо опозив војсковође Милтијада након што је Милтијаду пропао покушај заузимања острва Парос. Међутим, Атињани су се касније окренули против Ксантипа који је 484. године остракизмом протеран из Атине. Вратио се након пет година касније и изабран за архонта. Наследио је свога супарника Темистоклеа као командант атинске флоте. Темистокле је прогнан остракизмом.
Ксантип се истакао као флотовођа у Грчко-персијским ратовима. Командовао је атинском флотом у великој бици код Микале у којој је, уз помоћ спартанског војсковође Леотихида, поразио и протерао персијску флоту испред лидијске обале. 
Ксантип је био ожењен Аоаристом, нећаком реформатора Клистена. Његов син био је велики атински државник Перикле.